# Der Redner

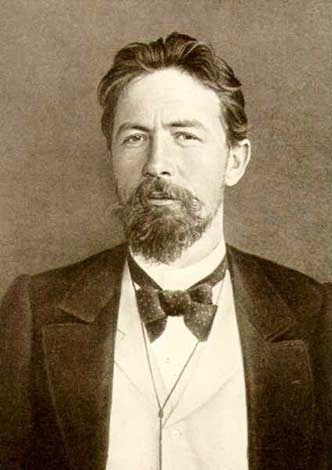
Anton Tschechow

Der Redner (russisch Оратор, Orator) ist eine Kurzgeschichte des russischen Schriftstellers Anton Tschechow, die am 29. November 1886 in der Wochenzeitschrift Oskolki erschien. Zu Lebzeiten des Autors wurde der Text ins Bulgarische, Deutsche, Serbokroatische, Slowakische und Tschechische übertragen.

## Inhalt
Zur Beerdigung des Kollegienassessors Kirill Iwanowitsch Wawilonow wird der junge begnadete Hochzeits-, Jubiläums- und Leichenredner Grigori Petrowitsch Sapoikin herbeigeholt. Zwar schätzt letzterer den Verstorbenen als durchtriebenen Burschen, Bestie und Gauner ein, doch er folgt dem dringlichen Ruf eines Freundes. Der Verstorbene wird so langsam zu Grabe getragen, dass Sapoikin und der Freund unterwegs noch dreimal kurz einkehren können. Wawilonow ist an zwei in Russland weit verbreiteten Krankheiten gestorben – am Alkohol und an einer bösen Frau. Letztere weint, als der Sarg in die Grube fährt „herzzerreißend, wie es sich gehört“. Die Witwe setzt sogar noch eins drauf – schreit, sie wolle mit hinab zu dem Gatten, überlegt es sich aber anders.
Wie gesagt, der Redner Sapoikin kannte freilich den teuren Verstorbenen, verwechselt ihn aber in seiner Ansprache mit einem anderen Sekretär – den in der Trauergemeinde stehenden Prokofi Ossipowitsch. Die Gemeinde tuschelt, als der Redner den falschen Namen nennt und einen Quicklebendigen über den grünen Klee lobt.
Nach der Zeremonie verbittet sich Prokofi Ossipowitsch beim Redner den einzigen zur Sprache gebrachten Makel – sein unschönes, hässliches Gesicht.

## Verfilmung
- Der Redner[3], Kurzfilm (russisch, 10 min) mit Igor Iljinski[4] bei YouTube.
- 1971, Sowjetunion, TV-Gesellschaft Bildschirm[5]: Diese verschiedenen, verschiedenen, verschiedenen Gesichter …[6] – Episodenfilm von Igor Iljinski (russisch).

## Verwendete Ausgabe
- Gerhard Dick (Hrsg.), Wolf Düwel (Hrsg.): Anton Tschechow: Gesammelte Werke in Einzelbänden: Der Redner S. 597–602 in: Gerhard Dick (Hrsg.): Anton Tschechow: Vom Regen in die Traufe. Kurzgeschichten. Aus dem Russischen übersetzt von Ada Knipper und Gerhard Dick. Mit einem Vorwort von Wolf Düwel. 630 Seiten. Rütten & Loening, Berlin 1964 (1. Aufl.)[7]